# Cemile Sultan

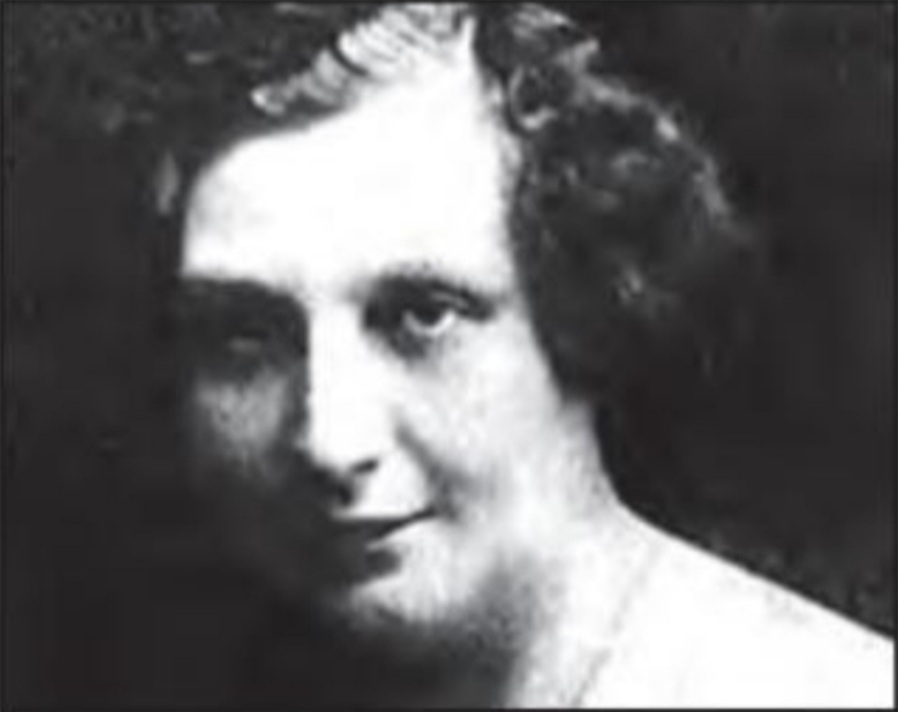
Cemile Sultan

Cemile Sultan (* 17. August 1843 in Istanbul; † 26. Februar 1915 ebenda) war eine osmanische Prinzessin und Tochter von Sultan Abdülmecid I. Sie war außerdem die Halbschwester der Sultane Murad V., Abdülhamid II., Mehmed V. und Mehmed VI.

## Leben
Cemile Sultan wurde 1843 im alten Beylerbeyi-Palast in Istanbul als Tochter von Sultan Abdülmecid I. und Düzdidil Kadın, einer Tochter des ubychischen Adligen Şıhım Bey Dişan, geboren. Sie war die neunte Tochter und das elfte Kind des Sultans und das vierte Kind der Mutter. Cemile hatte drei ältere Schwestern: die drei Jahre ältere Mevhibe Sultan und die Zwillingsschwestern Neyyire Sultan und Münire Sultan, die zwei Jahre älter waren. Außerdem gab es die jüngere Schwester Samiye Sultan.
Im Jahr 1845 starb die Mutter an Tuberkulose. Abdülmecid gab die zweijährige Cemile Sultanin daraufhin in die Obhut seiner Frau Perestu Kadın. Dort wuchs sie mit ihrem Halbbruder Abdülhamid auf, den Perestu nach dem Tod von dessen Mutter ebenfalls adoptiert hatte.
Gemäß den üblichen Gepflogenheiten begann Cemile Sultan ab 1847 zusammen mit ihren Halbschwestern Fatma Sultan und Refia Sultan und ihren Brüdern Murad und Abdülhamid mit dem Koranstudium.
Im Jahr 1854 verlobte Abdülmecid sie im Alter von elf Jahren mit Mahmud Celaleddin Pascha, dem Sohn des osmanischen Generals und Diplomaten Ahmed Fethi Pascha und dessen Frau Ayşe Şemsinur Hanım. Fethi Pascha selbst war inzwischen mit Cemiles Tante Atiye Sultan verheiratet und damit Schwiegersohn des Sultans. Die Hochzeit fand am 17. Mai 1858 statt und wurde am 11. Juni 1858 vollzogen. Dem Paar wurde ein Palast in Findiklı als Residenz zugewiesen. Bei ihrer Hochzeit stellte man ihr ihre Schwiegermutter Nazikeda Kadın vor, die später erste Frau von Abdülhamid II. wurde.
Das Paar bekam acht Kinder: fünf Söhne (Sultanzade Besim Bey, Sultanzade Mehmed Celaleddin Bey, Sultanzade Sakıb Bey, Sultanzade Ahmed Fazıl Bey und Sultanzade Mehmed Kazım Bey) und drei Töchter (Fethiye Hanımsultan, Fatma Hanımsultan und Ayşe Sıdıka Hanımsultan).
Das Paar unterstützte Sultan Abdülhamid, bis das Misstrauen des neuen Sultans gegenüber Mahmud Celaleddin Pascha 1881 zu dessen Exil nach Arabien führte, wo er 1884 erhängt wurde. Prinzessin Cemile zog sich für etwa zwanzig Jahre aus der höfischen Gesellschaft zurück, versöhnte sich danach aber mit ihrem Bruder. Bei zeremoniellen Anlässen war Cemile als Älteste stets anwesend und saß zur Rechten von Sultan Abdülhamid. Bei Prozessionen lief sie an der Seite der Valide Sultan Perestu Kadın vor allen anderen. Cemile trug stets Kleider in Brauntönen mit einem passenden Hut und einer Schleppe um die Taille.
Cemile Sultan starb am 26. Februar 1915 im Alter von 71 Jahren im Erenköy-Palast und wurde in der Türbe ihres Vaters in der Yavuz-Selim-Moschee bestattet.

## Ehrungen
- Chanedan-i-Al-Osman[19]
- Mecidiye-Orden[19]
- Nişan-ı Şefkat[19]
- Hicaz-Demiryolu-Medaille in Gold[19]

## Rezeption
- In der Fernsehserie Payitaht Abdülhamid wird Cemile Sultan von der türkischen Schauspielerin Devrim Yakut verkörpert.[20]